# RIM–161 SM–3
A RIM–161 Standard Missile 3 (SM–3) hajófedélzeti légvédelmi rakéta, melyet az Egyesült Államokban fejlesztettek ki a korábbi Standard Missile rakéták (RIM–66, RIM–67) továbbfejlesztésével, azok képességeinek kiterjesztésére. Ezen rakéták elődeit az 1950-es években fejlesztették ki, sajátosságuk, hogy méretük azonos, indítóberendezéseik kompatibilisek, így az újabb rakéták rendszeresítéséhez a hajókban található tároló- és indítóberendezéseket nem kell megváltoztatni.
Az SM–3-at elsősorban ballisztikus rakéták megsemmisítésére tervezték. Az igen drága rakéta viszonylag kis számban áll rendszerben néhány AN/SPY–1 rádiólokátorral és AEGIS rendszerrel felszerelt hadihajón (Ticonderoga osztályú cirkálók és Arleigh Burke osztályú rombolók). Kísérleti körülmények között ballisztikus rakétát először a japán JDS Kongoról indított rakétával semmisítettek meg 2007 decemberében. 2008. február 21-én a Ticonderoga osztályú USS Lake Eireról indított rakétával megsemmisítették az USA–193 jelű felderítő műholdat.

## Külső hivatkozások
- RIM-161 SM-3 (AEGIS Ballistic Missile Defense) – A Globalsecurity.org-on